# Episodi di Pretty Little Liars (quarta stagione)
La quarta stagione della serie televisiva Pretty Little Liars, composta da 24 episodi, è stata trasmessa a partire dall'11 giugno 2013 sul canale statunitense ABC Family. Il tredicesimo episodio della stagione, lo speciale di Halloween, è anche il backdoor pilot dello spin-off della serie: Ravenswood.
In Italia, i primi 12 episodi vengono trasmessi dal 28 novembre 2013 al 2 gennaio 2014 su Mya, canale pay della piattaforma Mediaset Premium. I restanti 12 episodi, invece, sono stati dalla stessa rete, dal 23 aprile 2014 al 9 luglio 2014. In chiaro, la stagione viene trasmessa da Italia 1, dal 20 settembre al 15 novembre 2014.
Holly Marie Combs e Chad Lowe ricompaiono come guest star. Tyler Blackburn viene accreditato come personaggio regolare fino al quattordicesimo episodio della stagione. Dal quindicesimo episodio in poi non viene più accreditato.
| nº | Titolo originale              | Titolo italiano               | Prima TV USA     | Prima TV Italia  |
| -- | ----------------------------- | ----------------------------- | ---------------- | ---------------- |
| 1  | 'A' is for A-l-i-v-e          | A. è ancora viva              | 11 giugno 2013   | 28 novembre 2013 |
| 2  | Turn of the Shoe              | Porgi l'altra scarpa          | 18 giugno 2013   | 28 novembre 2013 |
| 3  | Cat's Cradle                  | La ragnatela                  | 25 giugno 2013   | 5 dicembre 2013  |
| 4  | Face Time                     | Faccia a faccia               | 2 luglio 2013    | 5 dicembre 2013  |
| 5  | Gamma Zeta Die                | Gamma Zeta muori!             | 9 luglio 2013    | 12 dicembre 2013 |
| 6  | Under the Gun                 | Sotto le armi                 | 16 luglio 2013   | 12 dicembre 2013 |
| 7  | Crash and Burn, Girl!         | Schiantati e brucia, piccola! | 23 luglio 2013   | 19 dicembre 2013 |
| 8  | The Guilty Girl's Handbook    | Il manuale del colpevole      | 30 luglio 2013   | 19 dicembre 2013 |
| 9  | Into the Deep                 | Nel profondo                  | 6 agosto 2013    | 26 dicembre 2013 |
| 10 | The Mirror Has Three Faces    | Lo specchio ha tre facce      | 13 agosto 2013   | 26 dicembre 2013 |
| 11 | Bring Down the Hoe            | Fermate la strega             | 20 agosto 2013   | 2 gennaio 2014   |
| 12 | Now You See Me, Now You Don't | Ora mi vedete, ora non più    | 27 agosto 2013   | 2 gennaio 2014   |
| 13 | Grave New World               | La ragazza sul pullman        | 22 ottobre 2013  | 23 aprile 2014   |
| 14 | Who's in the Box?             | Chi c'è dentro la bara?       | 7 gennaio 2014   | 30 aprile 2014   |
| 15 | Love ShAck, Baby              | Il luogo segreto              | 14 gennaio 2014  | 7 maggio 2014    |
| 16 | Close Encounters              | Incontri ravvicinati          | 21 gennaio 2014  | 14 maggio 2014   |
| 17 | Bite Your Tongue              | Morditi la lingua             | 28 gennaio 2014  | 21 maggio 2014   |
| 18 | Hot For Teacher               | Cotta del professore          | 4 febbraio 2014  | 28 maggio 2014   |
| 19 | Shadow Play                   | Il teatro delle ombre         | 11 febbraio 2014 | 4 giugno 2014    |
| 20 | Free Fall                     | Caduta libera                 | 18 febbraio 2014 | 11 giugno 2014   |
| 21 | She's Come Undone             | Lei è distrutta               | 25 febbraio 2014 | 18 giugno 2014   |
| 22 | Cover for Me                  | Coprimi                       | 4 marzo 2014     | 25 giugno 2014   |
| 23 | Unbridled                     | Senza freni                   | 11 marzo 2014    | 2 luglio 2014    |
| 24 | A is for Answers              | L'abbraccio                   | 18 marzo 2014    | 9 luglio 2014    |

## A. è ancora viva
- Titolo originale: 'A' is for A-l-i-v-e
- Diretto da: I. Marlene King
- Scritto da: I. Marlene King

### Trama
Il contenuto del bagagliaio della volante di Wilden si rivela essere un maiale morto. Scioccate per quella scoperta, le quattro Liars fuggono dalla scena insieme a Mona, che nel frattempo è riuscita a rimuovere dalla macchina il disco del computer contenente il video dove la madre di Hanna, Ashley, investe il detective.
Successivamente, in un posto più tranquillo, le quattro ragazze interrogano Mona, chiedendole di rivelare loro tutte le informazioni su A di cui è al corrente, prima fra tutte il fatto che Lucas l'aiutava a tormentare le ragazze quando lei era A. Poi Mona confessa di aver conosciuto Cappotto Rosso quando era appena stata internata al Radley ma, a causa delle troppe medicine, non ricorda chi essa sia, nonostante abbia lavorato per lei, ricevendo i suoi ordini tramite telefono.
[Da un commento di Marlene King, ideatrice della serie, scopriamo che Ian si è realmente suicidato, ma che Mona ha inquinato la scena del crimine, lasciandovi la lettera di falsa confessione per l’omicidio di Alison.]
La mattina seguente, mentre si dirigono al covo di Mona, le ragazze apprendono sconvolte che Wilden è morto e che il suo corpo è stato trasportato nel baule della sua stessa macchina, al posto del maiale.
Nel tentativo di riconquistare un po' di fiducia da parte delle Liars, Mona mostra loro un filmato girato da lei stessa sul treno di Halloween: lì erano presenti ben due Regine di Cuori, una era Wilden e l'altra Melissa. Però, poco prima di riuscire a dimostrare anche la seconda identità, ovvero quella di Melissa, la nuova A cancella a distanza tutti i file presenti sul computer di Mona.
 Intanto, lì fuori, cinque bambine stanno giocando con delle bambole, regalate loro da una ragazza che ha detto alle piccole di chiamarsi Alison.
Nel frattempo, la signora DiLaurentis è tornata inaspettatamente a casa e sta allestendo la camera di Ali come se la ragazza fosse ancora viva.
Anche Toby ha iniziato a ricevere messaggi da A, che lo invita a presentarsi in un certo luogo in cambio di informazioni su sua madre Marion.
Le ragazze partecipano al funerale di Wilden e trovano nella sua bara il telefono di Ashley. Successivamente, fuori dalla chiesa, conoscono il nuovo detective incaricato di indagare sulla morte dei colleghi, Wilden e Garrett: si tratta dell’affascinante Gabriel Holbrook. Alla fine, le Liars ricevono tutte quante un altro messaggio da parte di A, con allegato il video di loro cinque davanti al bagagliaio aperto della macchina di Wilden.
A corrisponde alla figura di una donna misteriosa, presente anche al funerale di Wilden, con guanti, velo nero e sul viso la maschera di Alison: è la Vedova Nera.
- Guest star: Andrea Parker (Jessica DiLaurentis), Lindsey Shaw (Paige McCullers), Sean Faris (Gabriel Holbrook), Keegan Allen (Toby Cavanaugh), Larisa Oleynik (Maggie Cutler), John O'Brien (Vicepreside Hackett), Wyatt Nash (Nigel Wright), Bryce Johnson (Darren Wilden), Tammin Sursok (Jenna Marshall), Nia Peeples (Pam Fields), Karla Droege (Marion Cavanough).
- Ascolti USA: telespettatori 2 972 000[3]

## Porgi l'altra scarpa
- Titolo originale: Turn of the Shoe
- Diretto da: Joanna Kerns
- Scritto da: Oliver Goldstick

### Trama
Dopo essere andate al funerale di Wilden, le ragazze si riuniscono per parlare della misteriosa Vedova Nera. Successivamente, raggiunte da Mona, le quattro Liars la obbligano a mostrare loro il camper che fungeva da covo di A, per potersi fidare di lei completamente. Una volta giunte sul luogo, però, le ragazze scoprono che il camper è stato rubato.
 Tornata in macchina delusa, Mona viene strangolata da A, appostata sui sedili posteriori, che poi la spinge fuori dall'auto, mentre le ragazze accorrono per soccorrerla. A tenta poi di investirle ed Emily, per evitare la macchina, cade a terra procurandosi una forte botta alla spalla, compromettendola seriamente per un’imminente e importante gara di nuoto.
Più tardi, Toby confessa a Spencer di essere stato lui a consegnare il camper ad A, che gli sta dando alcuni indizi sulla misteriosa morte di sua madre Marion.
Aria, intanto, inizia a frequentare un corso di difesa personale e finisce per baciare il suo istruttore.
Hanna, dubbiosa sul ruolo di sua madre nell'omicidio di Wilden, incontra la signora DiLaurentis, che le regala Tippy, un pappagallo che trascorse qualche settimana con Alison quando quest’ultima soggiornava a Cape May, luogo della vacanza estiva precedente alla sua scomparsa.
Hanna porta Tippy a casa di Spencer, dove quest’ultimo continua a ripetere uno strano motivetto che si rivelerà poi essere un numero di telefono. Spencer avvisa le altre della scoperta e così, insieme, le Liars cercano di contattare il numero canticchiato dal pappagallo, ma nel frattempo A si introduce in casa Hastings e porta via Tippy.
L'episodio termina con A che dà da mangiare del pollo a Tippy.
- Guest star: Andrea Parker (Jessica DiLaurentis), Keegan Allen (Toby Cavanaugh), Aeriél Miranda (Shana), Ryan Guzman (Jake), Lindsey Shaw (Paige McCullers), Ian Harding (Ezra Fitz), Laura Leighton (Ashley Marin).
- Ascolti USA: telespettatori 2 920 000[4]

## La ragnatela
- Titolo originale: Cat's Cradle
- Diretto da: Norman Buckley
- Scritto da: Joseph Dougherty

### Trama
Melissa è tornata misteriosamente in città, sollevando i sospetti delle quattro amiche.
Spencer, nel frattempo, continua la sua ricerca sul numero di telefono canticchiato da Tippy, senza però successo, quindi decide, assieme a Toby, di tornare al Radley per cercare indizi sulla madre del ragazzo, che si è suicidata quando era ricoverata lì.
Hanna si preoccupa per la madre, che le ha mentito circa i suoi spostamenti durante i giorni in cui Wilden è stato ucciso. Caleb decide quindi di chiedere aiuto al padre di Hanna, il quale gli rivela che la sua ex moglie, molto probabilmente, gli ha rubato la pistola.
Ella viene invitata ad andare a Vienna, in Austria, dal suo fidanzato Zack, ma la donna vuole rifiutare per non lasciare da soli Mike e Aria, la quale, nel frattempo, ha iniziato a frequentare Jake, il suo istruttore di autodifesa.
Emily, con una scusa, riesce a portar via da casa DiLaurentis una scatola contenente vari oggetti, tra cui una maschera di carnevale che si scoprirà essere il calco del viso di Alison, indossata da qualcuno la sera di Halloween. Grazie a un marchio impresso sulla maschera, le Liars riescono a risalire a chi l'ha prodotta.
 Mentre il produttore della maschera, Hector, fa un calco al viso di Emily, come baratto per le informazioni richieste dalle ragazze, Hanna si intrufola nel retrobottega, dove trova una maschera raffigurante un volto a lei noto: si tratta di quello di Melissa.
La puntata si chiude con A che osserva la radiografia della spalla di Emily: la signora Fields, a causa sua, è stata segnalata ai servizi sociali per presunte molestie sulla figlia.
- Guest star: Holly Marie Combs (Ella Montgomery), Sean Faris (Gabriel Holbrook), Torrey DeVitto (Melissa Hastings), Keegan Allen (Toby Cavanaugh), Ryan Guzman (Jake), Steve Talley (Zack), Roark Critchlow (Tom Marin), Jed Rees (Hector Lime), Nia Peeples (Pam Fields), Tyler Blackburn (Caleb Rivers), Laura Leighton (Ashley Marin), Joseph Zinsman (Robert Vargas).
- Ascolti USA: telespettatori 2 247 000[5]

## Faccia a faccia
- Titolo originale: Face Time
- Diretto da: Norman Buckley
- Scritto da: Joseph Dougherty

### Trama
Il papà di Emily torna a casa perché i servizi sociali vogliono indagare sulla sua famiglia, ritenendoli responsabili della lesione alla spalla di Emily. Successivamente, la ragazza scopre che a chiamare i servizi sociali è stato il dottore che l’aveva precedentemente visitata e che, inoltre, probabilmente dovrà sottoporsi a un intervento chirurgico per risanare la lesione riportata: la possibilità di ricevere una borsa di studio per il nuoto potrebbe quindi svanire.
Spencer scopre dove alloggia il dottor Palmer, ex medico della madre di Toby, quindi consegna l'indirizzo al ragazzo, che parte immediatamente per andare a chiedergli cosa accadde il giorno del suicidio di Marion.
 Toby arriva alla casa di riposo dove lavora il dottor Palmer, per scoprire che in realtà il dottore è un ospite della struttura e che è affetto da demenza senile. Il ragazzo, a quel punto, decide di andarsene ma, al momento dei saluti, il dottor Palmer gli consiglia di dire a sua madre Marion di stare lontana da una certa ragazza bionda.
Aria esce con Jake e, passeggiando per Rosewood, i due ragazzi incontrano Malcolm. Una volta tornati a casa, Aria spiega la delicata situazione con Ezra a Jake, il quale decide di non frequentare più la ragazza, almeno fino a quando lei non avrà capito che cosa vuole veramente.
Spencer cerca di far confessare Melissa mettendole nella valigia lo stampo di cera della sua faccia: la sorella decide perciò di ritornare al laboratorio per distruggere tutte le sue altre maschere ancora lì presenti.
 Poco dopo, Spencer e Melissa hanno un duro confronto, nel quale quest'ultima conferma la sua presenza come Regina di Cuori sul treno di Halloween, spiegandole inoltre come stesse cercando di proteggere la sorella e le sue amiche da Wilden, colpevole di aver appiccato il fuoco alla baita di Thornville. Anche Jenna e Shana erano alla baita, mandate lì da Melissa stessa, per controllare con chi le Liars si sarebbero dovute incontrate: come le ragazze, Melissa non crede affatto che Alison sia morta.
A, più avanti, invierà un messaggio a Spencer e ad Aria, dicendo loro che Melissa non ha la stoffa per essere A; nel mentre, arriva da loro Hanna, che informa le due amiche che crede seriamente che Ashley, la quale ha ammesso di essere ritornata a Rosewood, dopo un convegno di lavoro, la notte stessa dell'omicidio di Wilden, sia l'assassina del detective.
A fine episodio, si vede A che ha recuperato i calchi della faccia di Melissa che erano stati gettati dalla ragazza nel lago e che al momento li sta aggiustando.
- Guest star: Lindsey Shaw (Paige McCullers), Torrey DeVitto (Melissa Hastings), Keegan Allen (Toby Cavanaugh), Ryan Guzman (Jake), Lesley Fera (Veronica Hastings), Eric Steinberg (Wayne Fields), Jed Rees (Hector Lime), Roma Maffia (Linda Tanner), Nick Tate (dott. Louis Palmer), Sean Faris (Gabriel Holbrook), Nia Peeples (Pam Fields), Laura Leighton (Ashley Marin), Tyler Blackburn (Caleb Rivers), Teo Briones (Malcolm Cutler), Joseph Zinsman (Robert Vargas).
- Ascolti USA: telespettatori 2 157 000[6]

## Gamma Zeta muori!
- Titolo originale: Gamma Zeta Die
- Diretto da: Mick Garris
- Scritto da: Maya Goldsmith

### Trama
Melissa è partita misteriosamente per Londra, Tippy è stato rapito da A e quindi le Liars sono a un punto morto delle loro ricerche. Fortunatamente, però, le quattro amiche scoprono che il numero canticchiato dal pappagallo si trova nella contea di York e Spencer ricorda che in quella contea c'è un college: il Cicero College. La ragazza approfitta quindi del fatto che sua madre le ha fissato un appuntamento con un consulente, che l'aiuti a rendersi appetibile agli occhi dei reclutatori dei vari college, per ottenere un appuntamento al Cicero College e provare così a scoprire a quale telefono corrisponda quel numero.
Aria scopre che sua madre ha deciso di non partire per Vienna insieme al suo nuovo ragazzo per colpa di Mike, che deve ancora superare il divorzio tra lei e Byron. Successivamente, Ella viene ferita da alcune api mentre si trova in macchina così Aria, spaventata dai nuovi attacchi di A nei confronti dei genitori, decide di parlare con suo padre per convincerlo a far cambiare idea a Ella, in modo tale che la donna vada a Vienna e lasci Rosewood per un po’.
Hanna, nel frattempo, è sempre più agitata per la posizione di Ashley riguardo all'omicidio di Wilden e si agita ancora di più quando scopre che le scarpe infangate della madre, trovate precedentemente dalla ragazza, sono sparite. Poco dopo, controllando nell'armadio personale di Ashley, Hanna trova una pistola perciò, impaurita, raggiunge Spencer ed Emily al Cicero College, per cercare di capire cosa farne dell'arma.
Spencer ha scoperto che il numero di telefono appartiene a una confraternita del college quindi, insieme a Emily, va a una festa organizzata dalla confraternita stessa. Qui, la ragazza scopre che in realtà Emily non è lì solamente per aiutarla a scoprire di più sul numero di telefono, ma perché è anche interessata al college: decide dunque di allontanarsi da lei per indagare da sola. Poco dopo, Spencer scopre una stanza segreta al cui interno vi è un telefono, su cui alla fine compone un numero. La scena cambia e si vede Aria che riceve una chiamata dallo stesso numero canticchiato da Tippy, segno che Spencer ha finalmente trovato il telefono al quale Alison spesso chiamava durante l'estate precedente alla sua scomparsa.
Hanna, stanca di aspettare che Spencer concluda le sue indagini, si allontana dal luogo della festa e si reca in mezzo a un bosco, cercando di seppellire la pistola. Mentre la ragazza sta scavando, la polizia arriva sul posto e l'arresta.
La puntata si conclude con A che si prepara un tè, mentre spolvera una vecchia foto della confraternita del Cicero College: in primo piano, vi è la vecchia madre della confraternita, ovvero Carla Grunwald.
- Guest star: Holly Marie Combs (Ella Montgomery), Chad Lowe (Byron Montgomery), Lesley Fera (Veronica Hastings), Mark Schroder (Brendan McGowen), Eric Steinberg (Wayne Fields), Cody Christian (Mike Montgomery), Laura Leighton (Ashley Marin), Cherie Daly (Marissa).
- Ascolti USA: telespettatori 2 301 000[7]

## Sotto le armi
- Titolo originale: Under the Gun
- Diretto da: Wendey Stanzler
- Scritto da: Lijah J. Barasz

### Trama
Mona rivela alle Liars che è stato Toby a riconsegnare ad A il camper e che Spencer ne era al corrente. Allora la ragazza, per farsi perdonare dalle amiche, va con Toby alla ricerca della signora Grunwald e giunge infine a Ravenswood, cittadina tetra e inquietante. Qui, i due giovani incontrano l'ex madre della confraternita del Cicero College, ma la donna nega loro di aver mai utilizzato il telefono di cui Tippy ha memorizzato il numero e tantomeno di conoscere Alison.
 Mentre sono in giro per Ravenswood, i due ragazzi vedono Shana, ma non riescono a inseguirla.
Emily lascia in centrale il video della notte in cui Wilden è stato investito dalla madre di Hanna e successivamente aiutato a rialzarsi da Jenna e Shana. Il video viene però sostituito da A con uno in cui appare Cappotto Rosso che indossa la maschera del viso di Emily fatta da Hector, mentre nelle sue mani vi è un cartello con la scritta "guilty", ovvero colpevole.
Aria, nel frattempo, decide di dare ripetizioni a un compagno di classe di suo fratello. Il ragazzo, a fine lezione, la bacia e il giorno successivo mette in giro la voce che tra i due ci sia stato qualcosa di intimo. Quando Aria però smentisce, il ragazzo le rinfaccia la sua passata storia con il Professor Fitz.
 Durante la serata, qualcuno incappucciato prende a mazzate l'auto del ragazzo e vi incide sopra la scritta LIAR, ovvero bugiardo.
Ashley, la mamma di Hanna, viene arrestata: sulla pistola che ha sparato a Wilden sono state trovate le sue impronte.
A fine puntata, un'altra figura incappucciata con indosso la maschera di Emily ruba un'auto.
- Guest star: Keegan Allen (Toby Cavanaugh), Roark Critchlow (Tom Marin), Aeriél Miranda (Shana), Cody Christian (Mike Montgomery), Roma Maffia (Linda Tanner), Michael Grant (Connor), Meg Foster (Carla Grunwald), Laura Leighton (Ashley Marin), Ian Harding (Ezra Fitz), Tyler Blackburn (Caleb Rivers), Amir Aboulela (Giardiniere)
- Ascolti USA: telespettatori 2 353 000[8]

## Schiantati e brucia, piccola!
- Titolo originale: Crash and Burn, Girl!
- Diretto da: Ron Lagomarsino
- Scritto da: Bryan M. Holdman

### Trama
La signora Marin è in carcere e rischia la pena di morte, così Spencer, che ha sentito i suoi genitori parlare del caso, consiglia a Hanna di dire alla madre di dichiararsi colpevole con l'attenuante della legittima difesa, ma la donna rifiuta la proposta di Spencer.
La scuola indaga su chi abbia distrutto la macchina dell'amico di Mike e i sospetti ricadono proprio su quest'ultimo. Viene quindi convocato Byron ma, alla fine, le accuse decadono grazie all'intervento del Professor Fitz, che non ha ancora dimenticato Aria.
Toby e Caleb indagano insieme su A e, grazie al numero di coda dell'aereo con cui era giunta Cappotto Rosso, la notte dell'incendio, alla baita di Thornville, rintracciano l'aeroporto di partenza del volo, giungendo così a sospettare di Nigel Wright, un ragazzo che lavora lì. Nigel, prima mente ai due ragazzi, poi scappando confessa un nome: CeCe Drake. Infine, Nigel parla con Jenna riguardo a quello che è accaduto con Toby e Caleb.
Emily ruba la chiave di casa di Wilden a sua madre, che attualmente lavora part-time in commissariato, poi insieme ad Aria e Spencer si reca a frugare a casa del detective morto: qui, le tre ragazze non trovano niente di particolare, se non un pacco di una macelleria con dentro l'invito per partecipare a un barbecue da parte di A.
 Pam, in seguito, viene sospesa dal lavoro per la sparizione della chiave e ciò la porta a preoccuparsi per i problemi finanziari che ne conseguiranno; mentre è al telefono con il marito per discutere della cosa, una macchina usata come un ariete penetra nel soggiorno di casa Fields, distruggendone molta parte e rendendo inabitabile la casa. Em e Pam, fortunatamente, non rimangono ferite.
A fine puntata, vediamo A in un negozio di fai da te, dove ha acquistato un manuale per riparare la casa e del nastro adesivo che poi invia a Emily: è stato proprio A a distruggere casa sua.
- Guest star: Chad Lowe (Byron Montgomery), Keegan Allen (Toby Cavanaugh), Cody Christian (Mike Montgomery), Wyatt Nash (Nigel Wright), John O'Brien (Arthur Hackett), Nia Peeples (Pam Fields), Ian Harding (Ezra Fitz), Tyler Blackburn (Caleb Rivers), Laura Leighton (Ashley Marin)
- Ascolti USA: telespettatori 2 856 000[9]

## Il manuale del colpevole
- Titolo originale: The Guilty Girl's Handbook
- Diretto da: Janice Cooke
- Scritto da: Jan Oxenberg

### Trama
Hanna spera che Veronica, madre di Spencer, riesca a ottenere il rilascio su cauzione di Ashley, ma il giudice non lo concede e, anzi, viene programmato il trasferimento a un altro carcere. A quel punto, la ragazza decide di mettere in salvo da sola la madre, chiedendo aiuto a Mona: vuole confessare di aver ucciso lei stessa Wilden ma, per farlo, deve imparare a vivere in una bugia e chi, meglio di Mona, ne è capace?
Caleb, venuto a saper del piano della sua ragazza, riesce a fermare Hanna prima che confessi un delitto che non ha commesso e, poco dopo, ai due arriva la notizia che Mona ha confessato al posto di Hanna, dichiarando di aver ucciso Wilden perché lui la perseguitava, in quanto lei sapeva che Wilden era un poliziotto corrotto e aveva ucciso Garrett.
Nel frattempo, Mike ha cominciato a studiare arti marziali e ciò fa insospettire molto Aria, che chiede aiuto a Jake, con il quale sta cercando di riallacciare i rapporti. Il ragazzo, allora, le rivela che ci sono delle tensioni all'interno della squadra del giovane. Aria, dunque, è sempre più preoccupata, specialmente dopo che, durante una festa, al telefono di Mike risponde un suo amico che afferma che il ragazzo è svenuto.
Spencer curiosa tra alcuni faldoni contenenti il materiale riguardante l’omicidio di Wilden, erroneamente recapitati a casa sua e non allo studio legale della madre, e trova un verbale di un interrogatorio fatto a Eddie Lamb, riguardo alla morte della madre di Toby. Per questo motivo, la ragazza si reca al Radley e, dopo un colloquio con l'infermiere, arriva alla conclusione che il detective Wilden era corrotto.
Nella scena finale, vediamo A perforare il pavimento di casa DiLaurentis con un trapano a batterie, praticando alcuni fori.
- Guest star: Bryce Johnson (Darren Wilden), Cody Christian (Mike Montgomery), Lesley Fera (Veronica Hastings), Ryan Guzman (Jake), Reggie Austin (Eddie Lamb), Rumer Willis (Zoe), P.J. Boudousqué (Beckett Frye), Nia Peeples (Pam Fields), Laura Leighton (Ashley Marin), Ian Harding (Ezra Fitz), Tyler Blackburn (Caleb Rivers).
- Ascolti USA: telespettatori 2 313 000[10]

## Nel profondo
- Titolo originale: Into the Deep
- Diretto da: Chad Lowe
- Scritto da: Jonell Lennon

### Trama
Mona, dopo la confessione, viene più volte interrogata, visto che i poliziotti rilevano delle incongruenze nel suo racconto, questo però permette il rilascio della madre di Hanna dietro cauzione: la cifra richiesta è altissima ma, grazie all'aiuto anonimo del reverendo Ted, Ashley può finalmente tornare a casa, seppur con un braccialetto elettronico alla caviglia.
Mona, alla fine, viene rilasciata per insufficienza di prove a suo carico e, dopo aver telefonato a Hanna, torna al Radley, nella sua vecchia stanza, chiedendosi con un sorriso enigmatico se "il cerchio verrà spezzato".
Nel frattempo, giunge il compleanno di Emily e Paige le organizza un incontro con un famoso allenatore di nuoto, ma quest’ultimo non crede che la ragazza potrà mai riprendersi abbastanza in fretta per vincere una borsa di studio. Emily, allora, si arrabbia molto con Paige, la quale, inizialmente, aveva nascosto l’infortunio di Em all'uomo, ma poi Paige rivela alla sua ragazza che teme quello che potrebbe accadere se non andassero insieme al college e, per questo motivo, ha fatto di tutto perché ciò non avvenga.
Spencer e Aria, a scuola, sentono Jenna, nel frattempo tornata ipovedente, parlare con Shana riguardo ad Alison e perciò decidono, durante la festa a sorpresa organizzata per Emily alla casa sul lago della zia di Paige, di scoprire esattamente cosa le due sappiano sulla loro amica creduta morta.
Durante la festa, Aria ed Emily escono a cercare Spencer, che si era momentaneamente assentata, ma al suo posto trovano Jake, che è venuto a fare un saluto in compagnia di una sua amica bionda, poi vedono un corpo inerme galleggiare nel lago: si tratta di Jenna.
 Portata all'ospedale di corsa, si scopre che Jenna è stata ferita alla nuca. Shana rivela quindi a Spencer di chi Jenna ha paura: CeCe.
Intanto, Cappotto Rosso è ferma davanti a casa DiLaurentis e, quando vede le luci spegnersi, inizia a togliere una grata che le permetterà poi di entrare.
Nella scena finale, si vede una chiazza scura allargarsi sul pavimento: è A che ha fatto cadere la bottiglia di vino rosso che stava bevendo. Successivamente, il misterioso stalker chiude lo spartito di un pianoforte in una busta sulla quale ha scritto il nome di Toby Cavanaugh.
- Guest star: Lindsey Shaw (Paige McCullers), Lesley Fera (Veronica Hastings), Ryan Guzman (Jake), Aeriél Miranda (Shana), Larisa Oleynik (Maggie Cutler), Edward Kerr (Ted Wilson), Kamar de los Reyes (Dominic Russo), Tammin Sursok (Jenna Marshall), Laura Leighton (Ashley Marin), Ian Harding (Ezra Fitz), Alexis Boyett (Kim).
- Ascolti USA: telespettatori 2 645 000[11]

## Lo specchio ha tre facce
- Titolo originale: The Mirror Has Three Faces
- Diretto da: Zetna Fuentes
- Scritto da: Maya Goldsmith

### Trama
La signora DiLaurentis si è offerta di ospitare Emily e Pam a casa sua, ma l'idea non piace molto alla ragazza, che però alla fine accetta dietro pressione di Hanna, la quale spera che così l'amica possa trovare informazioni su CeCe.
Caleb, nel frattempo, è riuscito a risalire a un indirizzo di Philadelphia, dove Aria si reca trovando una ragazza che sta traslocando. La ragazza in questione è la ex coinquilina di CeCe e, quando Aria le chiede se conoscesse Alison, essa risponde di averla incontrata a una festa, tre anni prima, a cui erano presenti anche loro quattro: CeCe pensava che le Liars ce l'avessero con lei, pertanto le odiava.
Mona, al Radley, non risponde alle domande di Wren, che vuole capire se la ragazza sia colpevole o meno dell’omicidio di Wilden, sospettando che il giovane dottore nasconda qualcosa.
Hanna vorrebbe sapere da Mona cosa ha in mente di fare e, non riuscendo a entrare al Radley, blocca Wren. Il ragazzo, allora, le racconta che la sera precedente una tipa bionda ha chiesto di vedere Mona e che lui pensava si trattasse di lei. Quando Hanna se ne va, Wren chiama qualcuno per avvisarlo che hanno un problema e che ora ognuno deve fare la propria parte.
Successivamente, Wren si reca a casa dalla signora Hastings, per avvisarla che Mona è pericolosa e vendicativa, perciò Veronica raggiunge il Radley per dire alla ragazza che farà di tutto per proteggere la sua famiglia. A causa di questa visita, la madre di Spencer viene rimossa dal caso sulla morte di Wilden e Wren, appresa la notizia, parla compiaciuto al telefono con qualcuno, mentre colora di rosso il cappotto della signora nel disegno che aveva mostrato precedentemente a Mona.
Toby trova la busta con lo spartito che gli ha lasciato A e pertanto decide di tornare dal dottor Palmer. Stavolta, ad accompagnarlo ci sarà anche Spencer, che fingerà di essere Marion Cavanaugh per convincere il dottore a parlare. La ragazza riesce così ad attirare l'attenzione dell'uomo, che fa il nome di Jessica, la madre di Alison.
 Tornata a casa, Spencer le chiede subito spiegazioni e così la signora DiLaurentis le racconta che Ali e CeCe non si divertivano a scambiarsi solamente i vestiti, ma anche l’identità: la ragazza capisce dunque a chi servivano le maschere del volto di Alison.
A casa DiLaurentis, intanto, Cappotto Rosso appare riflessa nello specchio della stanza di Ali e, più tardi, Emily nota che ci sono dei fori sul pavimento del salotto, capendo quindi che qualcuno ascolta e spia da lì sotto tutto ciò che accade nella casa.
Ezra scopre che in realtà Malcolm non è suo figlio e litiga duramente con Maggie, che invece glielo aveva fatto credere.
A fine episodio, A lascia una delle scarpe infangate di Ashley tra i detriti del salotto della casa di Emily.
- Guest star: Andrea Parker (Jessica DiLaurentis), Keegan Allen (Toby Cavanaugh), Lesley Fera (Veronica Hastings), Ryan Guzman (Jake), Larisa Oleynik (Maggie Cutler), Nick Tate (dott. Louis Palmer), Julian Morris (Wren Kingston), Ian Harding (Ezra Fitz).
- Ascolti USA: telespettatori 2 385 000[12]

## Fermate la strega
- Titolo originale: Bring Down the Hoe
- Diretto da: Melanie Mayron
- Scritto da: Oliver Goldstick e Francesca Rollins

### Trama
La polizia ha trovato la scarpa infangata della madre di Hanna nel soggiorno distrutto della casa di Emily.
Quando Hanna, a scuola, apre il suo armadietto, trova una busta con dentro molti soldi; il tutto accade sotto gli occhi di un ragazzo che la sta osservando da lontano. Più tardi, alla festa western di quella sera, il ragazzo in questione, un certo Travis, le parla e ammette di aver messo lui la busta con i soldi nel suo armadietto, affermando inoltre di sapere che sua madre è innocente: Hanna, quindi, lo convince a parlare con la polizia.
Aria, Emily e Spencer si recano nello scantinato di casa DiLaurentis per cercare delle prove che attestino che CeCe abbia usato quel posto come nascondiglio, ma qualcuno, nel frattempo, entra in casa e per poco non ferisce Aria a un occhio.
Nel frattempo si vede CeCe, in piedi in una stanza piena zeppa di foto di Alison, parlare al telefono con qualcuno e affermare di essere lì ad aspettarlo e di non voler più restare a Rosewood. Sopra una sedia, presente nella stanza, è appeso un cappotto rosso.
Spencer cerca di scoraggiare Toby a seguire le indicazioni di A, ma senza risultato, perciò ne parla alle amiche. Quando, alla fine, lo rivela a Toby, quest'ultimo lascia la festa western in tutta fretta, per poi andare a vedere l'ultimo regalo che gli ha fatto A, ovvero l'indirizzo dove si trova la vecchia macchina del dottor Palmer.
Sempre alla festa western, Emily incoraggia Aria a parlare con Ezra, che sta per perdere il “figlio”, così la ragazza si reca a casa del suo insegnante per parlargli, inconsapevole che, da dietro la porta, CeCe stia origliando la loro conversazione.
Alla festa western, quando la serata si sta per concludere, Emily intravede Cappotto Rosso tra i presenti, così la insegue insieme a Spencer. Le due amiche entrano in un furgone per raggiungerla, ma si accorgono ben presto che dietro di loro, nel cassone del veicolo, qualcosa si sta muovendo sotto alla paglia: scendendo a controllare, trovano un cappotto rosso.
Alla fine della puntata, si vede A che crea 5 bamboline rappresentanti le 5 protagoniste, poi con un ferro per il lavoro a maglia ne inforca una (quella che rappresenta Mona).
- Guest star: Lindsey Shaw (Paige McCullers), Keegan Allen (Toby Cavanaugh), Vanessa Ray (CeCe Drake), Ryan Guzman (Jake), Luke Kleintank (Travis), Roma Maffia (Linda Tanner), Ian Harding (Ezra Fitz), Tyler Blackburn (Caleb Rivers).
- Ascolti USA: telespettatori 2 263 000[13]

## Ora mi vedete, ora non più
- Titolo originale: Now You See Me, Now You Don't
- Diretto da: Norman Buckley
- Scritto da: I. Marlene King e Bryan M. Holdman

### Trama
Le Liars ricevono, da parte di A, un pacco con dentro quattro palline magiche contenenti un messaggio, ovvero che se la madre di Hanna verrà rilasciata, loro ne subiranno le conseguenze. Ashley esce comunque di prigione grazie alla testimonianza di Travis, che riesce a convincere la polizia che lei aveva lasciato il luogo dell'assassinio di Wilden prima degli spari sentiti dal ragazzo quella notte.
 Successivamente, le Liars ricevono un altro dono da parte di A, una bara per bambini dentro alla quale c'è la bambola di Mona: le ragazze decidono quindi di mettersi a cercarla, credendo che si trovi in pericolo.
Spencer va a casa di Wren, sperando di avere informazioni su Mona da lui, ma dentro vi è solo Shana, che non le apre.
Emily non ottiene buone notizie nemmeno dal gruppo di francese frequentato da Mona.
Le Liars ricevono quindi un ultimo pacchetto, contenente un box dei misteri; apparentemente, la scatola misteriosa sembra vuota ma, grazie a Spencer, che riesce ad aprirla correttamente, trovano una sega con sopra scritto un messaggio: A farà scomparire una delle ragazze. Così le Liars, guardando su internet, scoprono che a Ravenswood ci sarà uno spettacolo di magia, nel pomeriggio.
Allo spettacolo di magia, Aria viene scelta come volontaria per "sparire" dentro a una scatola magica. Hanna e Spencer, distratte da questo trucco, non si accorgono che, nel frattempo, Emily viene rapita da A e messa in una bara posizionata nella segheria che si trova lì vicino.
Hanna, Spencer e Aria, grazie al GPS del telefono, riescono a rintracciare il luogo preciso dove si trova Emily, che dice loro di essere intrappolata e di star per finire sotto a un'enorme sega circolare. Fortunatamente, Cappotto Rosso arriva giusto in tempo per fermare la sega e così le ragazze scoprono che di Cappotto Rosso ce ne sono due: Spencer decide di seguire quella che ha salvato Emily, mentre Aria l'altra. Quest'ultima è CeCe, la quale, dopo aver lottato con la ragazza, cade giù da una piattaforma: le Liars pensano che sia morta, ma in realtà CeCe, approfittando della loro distrazione, si dilegua.
Spencer mostra poi alle amiche quello che ha scoperto seguendo l'altra Cappotto Rosso, che l'ha condotta in una casa non lontana da lì, ovvero la stanza dove A tiene tutte le informazioni sulle varie persone coinvolte nel caso di Alison e le spia con l’ausilio di alcuni computer. Inoltre, grazie a un armadio contenente alcuni vestiti, le quattro Liars scoprono che A è probabilmente un uomo. Infine, le ragazze trovano una bacheca di indizi su Ali e scoprono che la loro amica non è morta, ma che si trova proprio a Ravenswood: hanno la conferma di ciò quando, uscite da quella casa, incontrano la signora Grunwald, che rivela di aver mentito a Spencer quando le aveva chiesto se conoscesse Alison. La Grunwald racconta poi alle quattro amiche di avere un particolare dono di visione; questo suo dono poteva aiutare Ali a difendersi dall'uomo che la perseguitava e che tutt’ora continua a seguirla. La donna aggiunge che, la notte in cui Alison è scomparsa, lei aveva avuto una terribile sensazione così, guidando fino a Rosewood, era giunta nel cortile di casa DiLaurentis, dove poi aveva visto Ali seppellita viva, che cercava aiuto con la mano, quindi l'aveva tirata fuori, per poi accompagnarla in ospedale, ma la ragazza era fuggita prima di ricevere soccorso. Per finire, la sensitiva consiglia alle ragazze di andarsene da lì, perché "lui" le sta osservando e spera che lo conducano finalmente da Alison.
 Le Liars, giunte a quel punto, decidono di andare a comprare dei vestiti per imbucarsi alla festa di quella sera dove, secondo un foglietto appeso sulla bacheca di A, si recherà anche Ali.
Nel frattempo, A ritorna al suo covo, dove scopre che qualcuno è stato lì; girandosi, si scopre che A è Ezra.
Nella scena finale, si vede una figura mascherata, con in volto un'orrenda maschera a gas, pronta per andare all’imminente festa nel cimitero di Ravenswood.
- Guest star: Lindsey Shaw (Paige McCullers), Keegan Allen (Toby Cavanaugh), Ryan Guzman (Jake), Aeriél Miranda (Shana), Vanessa Ray (CeCe Drake), Meg Foster (Carla Grunwald), Luke Kleintank (Travis), Ian Harding (Ezra Fitz), Tyler Blackburn (Caleb Rivers), Laura Leighton (Ashley Marin), Chantal Thuy (Jackie), Marcia Clark (Sideny Barnes), Brian Dare (Great Charlemagne).
- Ascolti USA: telespettatori 3 325 000[14]

## La ragazza sul pullman
- Titolo originale: Grave New World
- Diretto da: Ron Lagomarsino
- Scritto da: Joseph Doughtery, I. Marlene King e Oliver Goldstick

### Trama
Caleb vuole raggiungere le quattro amiche a Ravenswood prendendo un pullman, sul quale alla fine incontra una ragazza: il suo nome è Miranda Collins e sta andando a Ravenswood per incontrare il suo unico parente rimasto in vita, suo zio.
Le Liars, intanto, si recano alla festa nel cimitero di Ravenswood e qui vedono Cappotto Rosso, che loro pensano sia Alison: seguendola, giungono in una cripta nascosta con annesso labirinto, nel quale perdono di vista Hanna. Quest'ultima, scappando da alcuni topi, apre una porta e si ritrova in una casa antica: qui, la ragazza vede un telefono ma, mentre cerca di fare una chiamata, viene chiusa dentro la cabina telefonica da A, ovvero Ezra.
Nel frattempo, Caleb e Miranda arrivano a Ravenswood e si dividono: la ragazza va alla ricerca della casa dello zio, mentre Caleb di Hanna.
 Il palazzo antico dove si trova Hanna è esattamente il luogo dove abita lo zio di Miranda e sarà proprio lei, alla fine, a far uscire la ragazza dalla cabina telefonica.
Spencer, giunta anch'essa nella casa antica con Aria ed Emily, sente la voce di Alison e quindi corre in quella direzione, separandosi dalle altre due; finita in una specie di serra, la ragazza ha uno scontro con A, ovvero Ezra, che la colpisce facendole perdere i sensi. Spencer viene poi ritrovata da Aria ed Emily e, di nuovo insieme, le tre amiche scoprono che la voce di Ali che sentivano nella casa proveniva da un registratore.
Alla fine, le ragazze si ritrovano tutte e quattro fuori e, dopo che Hanna ha chiesto a Caleb di rimanere con Miranda a Ravenswood, per aiutarla a ritrovare suo zio, le altre decidono di tornare a casa; la loro macchina ha però una ruota sgonfia, per cui non possono partire. “Fortunatamente”, proprio in quel momento arriva Ezra, che offre loro un passaggio.
Tornate a Rosewood, le quattro amiche vedono Alison, quindi la inseguono e finalmente hanno la conferma che la ragazza, a dispetto di tutto, è ancora viva. Ali dice loro di aver bisogno di aiuto, poi chiede a Hanna di ricordare cosa le disse in ospedale, tanto tempo prima. In quel preciso momento, però, si sentono dei passi in lontananza, per cui Alison fa subito segno alle ragazze di non raccontare a nessuno quello che hanno visto, poi sparisce. Poco dopo, spunta fuori Ezra, che riporta ad Aria il suo cellulare, dimenticato precedentemente in macchina.
Questa puntata da inizio allo spin-off di Pretty Little Liars, "Ravenswood". La puntata, inoltre, lascia tutto il pubblico con il fiato sospeso poiché, verso la fine, Caleb e Miranda scoprono che a Ravenswood sono presenti le loro lapidi.
- Guest star: Ian Harding (Ezra Fitz), Tyler Blackburn (Caleb Rivers), Meg Foster (Carla Grunwald), Nicole Anderson (Miranda Collins), Brett Dier (Luke Matheson), Elizabeth Whitson (Leah Matheson).

## Chi c'è dentro la bara?
- Titolo originale: Who's in the Box?
- Diretto da: Chad Lowe
- Scritto da: Joseph Dougherty

### Trama
Le Liars discutono tra di loro dell'incontro con Alison e si chiedono sia se qualcun altro, in particolar modo suo fratello Jason, sappia che la ragazza è ancora viva, sia di chi sia il cadavere dentro alla bara di Ali: decidono dunque di cercare informazioni sulle ragazze scomparse nello stesso periodo della loro amica. Poco dopo, Hanna viene a sapere di una ragazza, Sarah Harvey, della stessa età di Alison e scomparsa nello stesso periodo, quindi contatta le sue amiche per avere maggiori informazioni al riguardo.
Emily, insieme a Hanna, incontra le amiche di Sarah, ma le due Liars si rendono subito conto che non può esserci lei, nella bara, poiché Sarah è stata vista per l'ultima volta il giorno dopo il ritrovamento del cadavere di Ali.
Toby, finalmente, ha ottenuto le prove che sua madre non si è suicidata gettandosi dalla finestra del Radley, ma che è stata spinta giù da qualcuno, quindi vorrebbe pubblicare il tutto su internet. Il padre di Spencer, però, gli suggerisce di parlare con un avvocato perché, con quello che ha trovato, il ragazzo potrebbe far chiudere per sempre il Radley.
Caleb torna a Rosewood e dice a Hanna che la situazione di Miranda è ben più complicata del previsto: non può spiegarle cosa sta succedendo, ma deve tornare a Ravenswood per finire ciò che ha iniziato. Alla fine, Hanna accetta la sua scelta a malincuore.
Aria ed Ezra ricominciano a vedersi di nascosto e lui la porta nella baita di un suo amico, dove i due possono stare soli, dicendole che vorrebbe tornare con lei. In quella baita è presente una botola sul pavimento che però Aria non vede.
La puntata termina con le Liars che si incontrano davanti alla tomba di Alison, chiedendosi chi ci sia in realtà lì dentro. Qui, Hanna confessa di aver preso dal covo di A un diario che apparteneva ad Ali, in cui sono scritte cose poco piacevoli su tutte quante loro, consegnandolo infine a Spencer.
Nel frattempo, A apre la botola presente sul pavimento della baita dell’amico di Ezra.
- Guest star: Lindsey Shaw (Paige McCullers), Ian Harding (Ezra Fitz), Keegan Allen (Toby Cavanaugh), Laura Leighton (Ashley Marin), Tyler Blackburn (Caleb Rivers), Andrea Parker (Jessica DiLaurentis), Nolan North (Peter Hastings), Skyler Day (Claire), Nicole L. Sullivan (Tina), Michelle Hurd (Elizabeth Mainway).

## Il luogo segreto
- Titolo originale: Love ShAck, Baby
- Diretto da: Norman Buckley
- Scritto da: Lijah J. Barasz

### Trama
Il diario di Alison è pieno zeppo di pseudonimi, per cui le Liars decidono di leggerlo a turno, per scoprirne i vari misteri. Utilizzando dei post-it colorati per scrivere di chi Ali parla in ogni pagina, le ragazze trovano una nota su un locale ormai chiuso da anni, così decidono di andare a controllare se per caso la loro amica si nasconda lì.
Nel frattempo, il padre di Spencer disdice l'appuntamento con Toby per parlare dell'eventuale causa contro il Radley. Infatti, Peter si è informato per bene e ha saputo che la morte della madre di Toby è stata un incidente, solo che l'accaduto non risulta nella documentazione per salvaguardare un altro paziente, presente con la donna la sera in cui lei è caduta giù dal tetto del manicomio: quindi, non trattandosi di omicidio, non ci sono gli estremi per iniziare una causa.
Ezra nota le ragazze a scuola, intente a leggere il diario di Alison rubato dal suo covo, e si accorge che Hanna lo conserva nella sua borsa.
Durante il tragitto per arrivare al locale sopra menzionato, Hanna porta con sé il diario, quando improvvisamente la macchina delle ragazze si ferma a causa di un guasto. Mentre Le Liars aspettano che arrivi Travis con il carro-attrezzi, visto che suo padre fa il meccanico, Aria porta le amiche nella vicina baita in cui era stata qualche giorno prima con Ezra, dicendo loro che appartiene a suo zio. Qui, Hanna rivela alle ragazze che lei e Caleb si sono lasciati, perché lui è voluto tornare a Ravenswood.
Ezra va a casa di Hanna per parlare con la madre del suo rendimento scolastico. Mentre Ashley si allontana per una telefonata di lavoro (dopo aver perso il posto in banca a causa delle indagini sulla morte di Wilden, ora Ashley lavora come agente immobiliare per Jessica), Ezra corre in camera di Hanna per cercare il diario ma, non trovando nulla, usa il suo pc per fare qualcosa di misterioso.
Intanto, alla baita, Emily e Hanna escono per contattare Travis e, nel frattempo, Spencer e Aria si recano in un'altra stanza, per cercare delle coperte. Le due Liars vengono chiuse lì dentro da A che, successivamente, Aria vede dalla serratura della porta rubare il diario, per poi andare via. Emily e Hanna, poco dopo, sentono le amiche gridare e quindi aprono la stanza liberandole.
Nella scena finale, A manda un messaggio alle ragazze ringraziandole per l’aiuto nel decifrare il diario di Alison.
- Guest star: Keegan Allen (Toby Cavanaugh), Andrea Parker (Jessica DiLaurentis), Nolan North (Peter Hastings), Ian Harding (Ezra Fitz), Laura Leighton (Ashley Marin), Luke Kleintank (Travis Hobbs).

## Incontri ravvicinati
- Titolo originale: Close Encounters
- Diretto da: Arthur Anderson
- Scritto da: Jonell Lennon

### Trama
Il padre di Spencer riesce a raggiungere un patteggiamento con il Radley: l'ospedale psichiatrico, infatti, vuole offrire un’ingente somma di denaro a Toby per scusarsi di ciò che è accaduto alla madre. In seguito, Spencer scoprirà che la signora DiLaurentis fa parte del consiglio amministrativo del Radley ed è per questo motivo che il padre non vuole fargli causa.
 Alla fine, Toby deciderà di firmare il patteggiamento e lasciarsi alle spalle tutto ciò che è successo alla madre, con profondo disappunto da parte di Spencer.
Shana contatta Emily e le dice che ha un messaggio per lei da parte di Alison, la quale vuole incontrarla da sola quella sera stessa; inoltre, Shana afferma di essere un'amica d’infanzia di Ali e di essersi trasferita appositamente a Rosewood per aiutarla.
 Emily, turbata, si confida con Spencer circa quanto accaduto, poi le dice di voler andare all'appuntamento con Alison da sola, chiedendole di non seguirla. Quella sera stessa, Em si reca nel luogo indicatole e qui incontra davvero Ali, che le chiede di aiutarla a scoprire chi sia A: solo così lei potrà tornare libera. Inoltre, Alison aggiunge che non si fida delle altre tre Liars. A quel punto, però, la ragazza sente un rumore sospetto e quindi scappa: a provocarlo è stata Spencer, che litiga pesantemente con Emily per l'accaduto.
Hanna, a casa sua, bacia Travis, ma in quel momento torna Ashley che, capendo la sofferenza della figlia, la porta in un posto dove si lanciano piatti contro un muro per sfogarsi. Grazie al gesto della madre, Hanna si sentirà meglio e, la sera stessa, chiamerà Caleb per dirgli che con lui ha passato il più bell'anno della sua vita.
Aria dice a Jake che la loro storia è finita perché è tornata definitivamente con Ezra. Più tardi, però, Jake vede Ezra litigare furiosamente con una donna e quindi racconta tutto ad Aria, che invece sapeva che Ezra era andato a Philadelphia per incontrare un amico. Quella sera stessa, la ragazza racconta a Ezra cosa ha saputo da Jake e così lui è costretto a dirle la verità, affermando che la donna era l'avvocato di Maggie, la quale non vuole fargli più vedere Malcolm. Il giovane professore non le ha detto niente per non rovinare la loro storia da poco ricominciata; Aria, allora, gli chiede di essere sincero con lei, d'ora in poi, quindi lui annuisce.
Nella scena seguente, Jake si sta allenando in palestra, ma si ferisce a un piede mentre dà un calcio a un sacco sospeso. Poco dopo, il ragazzo noterà che qualcuno ci ha infilato dei coltelli dentro.
Nella scena finale, A strappa a metà una foto di Shana e Alison da piccole e brucia la parte raffigurante Shana.
- Guest star: Keegan Allen (Toby Cavanaugh), Ryan Guzman (Jake), Luke Kleintank (Travis Hobbs), Ian Harding (Ezra Fitz), Nolan North (Peter Hastings), Laura Leighton (Ashley Marin), Aeriél Miranda (Shana).

## Morditi la lingua
- Titolo originale: Bite Your Tongue
- Diretto da: Arlene Sanford
- Scritto da: Oliver Goldstick e Maya Goldsmith

### Trama
Aria scopre che suo fratello Mike ha intrapreso una relazione con Mona: i due hanno fatto amicizia incontrandosi dal nuovo psicologo della scuola. Così, Aria si reca dallo psicologo per avere maggiori informazioni e quest'ultimo la invita a partecipare ad alcune sedute, ma la ragazza rifiuta.
Emily e Spencer, purtroppo, ancora non si parlano, perché la seconda ha seguito di nascosto l’amica, facendo scappare Ali.
Spencer, nel frattempo, continua a studiare le pagine che ha fotografato dal diario di Alison prima che A lo rubasse e arriva a leggere di un incontro di Ali, avvenuto in un bar, con un uomo misterioso che di solito ordinava torta ai frutti di bosco e birra. La ragazza si reca quindi in quel bar, dove alla fine incontra Ezra, seduto da solo a un tavolo, scoprendo, poco dopo, che l'uomo ha appena ordinato proprio quelle due cose.
Quella sera, Emily va a scuola per fare delle fotocopie, ma più tardi viene raggiunta da A. La ragazza, allora, terrorizzata, si chiude in un'aula e chiama suo padre per farsi andare a prendere, posizionando dei mobili davanti alla porta, per impedire che venga aperta. A tenta comunque di aprire la porta con forza, ma nel frattempo arriva il padre di Emily, che si arrampica sul muro esterno per raggiungere la figlia. Wayne riesce a salvare Emily, ma subito dopo viene colpito da un malore e così la ragazza, disperata, chiama un'ambulanza.
Hanna si reca dal dentista per cercare informazioni, poiché il riconoscimento del cadavere di Alison era stato fatto grazie al suo calco dentale. Fortunatamente, la ragazza riesce a trovare una lista dei pazienti della clinica dentistica e a infilarsela in borsa. In seguito, Hanna si sdraia sul lettino, aspettando l'arrivo del dentista per la pulizia dei denti, ma al suo posto si presenta A, che alla fine l’addormenta e le ruba la lista.
Nella scena finale, le ragazze si incontrano a casa di Aria, dove Emily e Spencer finalmente fanno pace. Hanna chiede poi a Spencer di controllarle cos’abbia in bocca, perché sente un forte dolore, così quest'ultima trova una piccola capsula con dentro un messaggio: "Vi ho avvisato, le ragazze morte non sorridono. Smettete di cercare. -A".
Nel frattempo, A sta triturando la lista che ha rubato a Hanna, per poi mettere i resti dei fogli di carta nella gabbia di Tippy.
- Guest star: Ian Harding (Ezra Fitz), Brandon W. Jones (Andrew Campbell), Cody Allen Christian (Mike Montgomery), Eric Steinberg (Wayne Fields), Larisa Oleynik (Maggie Cutler), Sean Faris (Gabriel Holbrook), Wes Ramsey (Jesse Lindall), Rose Abdoo (Dr. Sandy).

## Cotta del professore
- Titolo originale: Hot for Teacher
- Diretto da: Tripp Reed
- Scritto da: Bryan M. Holdman

### Trama
Alison si sta tenendo in contatto con Shana e quest'ultima chiede aiuto a Emily per entrare nella casa di Ali e prendere segretamente dei soldi nascosti dietro a un quadro. In seguito, Shana dovrebbe passare da Emily per prendere quei soldi e portarli ad Alison, ma viene addormentata da A, che conduce la sua macchina al confine di Rosewood, lasciandole un messaggio: "Non tornare".
Spencer comincia a prendere alcune pastiglie per l'aumento delle prestazioni cerebrali e inizia a indagare su Ezra, ma non sa se dirlo ad Aria o meno. Poco dopo, Hanna va a casa dell'amica e vede sul computer le sue ricerche, così decide di raggiungere Spencer a casa di Ezra, per aiutarla a trovare qualche indizio; prima di entrare nell'appartamento, però, Spencer si rende conto che c'è una telecamera nascosta che le sta spiando, perciò le due ragazze se ne vanno.
 Raccontando dei loro dubbi su Ezra anche a Emily, le tre amiche decidono di non dire nulla ad Aria, almeno finché non saranno sicure al cento per cento del coinvolgimento del loro professore nella faccenda.
Intanto, Aria va segretamente con Ezra alla baita del suo amico per passarci il weekend e, mentre lei non è in casa, Ezra apre la botola nascosta sul pavimento, rivelando una stanza con dentro tre sofisticati computer, grazie ai quali controlla tutto ciò che fanno le Liars.
- Guest star: Ian Harding (Ezra Fitz), Sean Faris (Gabriel Holbrook), Aeriél Miranda (Shana), Wes Ramsey (Jesse Lindall), Andrea Parker (Jessica DiLaurentis), Nikki SooHoo (Brenda).

## Il teatro delle ombre
- Titolo originale: Shadow Play
- Diretto da: Joseph Dougherty
- Scritto da: Joseph Dougherty

### Trama
Spencer continua a prendere le pastiglie per aumentare la sua concentrazione e, mentre guarda un film in bianco e nero, si addormenta.
 La puntata è incentrata su un sogno di Spencer in cui cerca di capire come dire ad Aria che Ezra, in realtà, è A.
Quando Spencer si risveglia, capisce che Ezra ha modificato molte cose presenti nel diario di Alison, quindi chiama Emily e Hanna e poi, insieme, le tre amiche si recano da Aria, ma vedono che lei è in compagnia di Ezra. Da qui in poi, le ragazze faranno di tutto per allontanare i due e convincere la loro amica che il suo ragazzo è un pericoloso stalker.
- Guest star: Ian Harding (Ezra Fitz), Keegan Allen (Toby Cavanaugh), Lindsey Shaw (Paige McCullers).

## Caduta libera
- Titolo originale: Free Fall
- Diretto da: Melanie Mayron
- Scritto da: Maya Goldsmith

### Trama
Le Liars sono molto preoccupate per Spencer, poiché scoprono, grazie a Ezra, che la loro amica assume quotidianamente delle pillole. Arrabbiata, Spencer dice ad Aria che Ezra è A e che non deve fidarsi di lui, ma la ragazza non le crede e pensa che l’amica sia nuovamente sull'orlo di una crisi di nervi.
Intanto, Ezra incontra Mona in gran segreto; si scopre così che la ragazza lo sta aiutando in quello che lui sta facendo.
Più tardi, durante una conversazione, il giovane professore dice delle cose ad Aria su Spencer che non avrebbe potuto sapere, così la ragazza inizia ad avere dei dubbi: si reca dunque alla baita dell’amico di Ezra, dove trova un racconto scritto da Ezra stesso, in cui lui narra della prima volta che ha incontrato Alison e della loro relazione segreta. Più tardi, però, alla baita giunge anche Ezra; Aria, allora, mette il racconto in borsa e scappa, ma ha dimenticato le chiavi della macchina in casa. Il ragazzo vede le chiavi e pertanto inizia a cercarla, Aria allora tenta di nascondersi, mentre lui la insegue.
 Alla fine, Aria sale su una seggiovia e qui Ezra la raggiunge, raccontandole tutta la verità: afferma che sì, stava scrivendo un libro su Ali, in quanto voleva diventare uno scrittore famoso, cercando di risolvere il caso della ragazza scomparsa che tutti credevano morta. Aria, allora, disperata, comprende che Ezra si è solo servito di lei, ma il ragazzo le dice che, nonostante tutto, i suoi sentimenti per lei sono veri, mentre i fogli del racconto, che Aria teneva in mano, cadono giù, nel vuoto.
Nel frattempo, Hanna, Spencer ed Emily provano a tendere una trappola ad A, supponendo che si presenti Ezra, ma vengono ingannate da una ragazza con una parrucca bionda, che potrebbe essere Mona, poiché poco dopo arriva in netto ritardo al suo appuntamento con Mike.
Nella scena finale, si vede qualcuno raccogliere i fogli gettati da Aria giù dalla seggiovia.
- Guest star: Ian Harding (Ezra Fitz), Keegan Allen (Toby Cavanaugh), Lesley Fera (Veronica Hastings), Cody Allen Christian (Mike Montgomery).

## Lei è distrutta
- Titolo originale: She's Come Undone
- Diretto da: Chad Lowe
- Scritto da: Jonell Lennon

### Trama
I genitori di Spencer parlano con la figlia della possibilità di farla disintossicare a Philadelphia, visto che quella è già la seconda volta che ricade in quel problema, ma la ragazza chiede loro di darle la possibilità di uscirne da sola e così le viene dato il consenso.
Aria è distrutta dopo quanto scoperto, quindi si reca a scuola per cercare Ezra, ma apprende che lui è partito. La ragazza decide perciò di recarsi a casa sua, dove comincia a cercare prove negli armadi e dove trova un sacco di fascicoli e foto di lei e delle sue amiche, oltre a un quaderno pieno di appunti con sopra scritte tutte le cose che lei ha raccontato a Ezra, incluse le sue opinioni riguardo all'omicidio di Ali e il possibile colpevole. Così, presa dalla rabbia, Aria inizia a buttare tutto all’aria e a rompere ogni cosa che trova, prima che le sue amiche la raggiungano per poi riportarla a casa.
Spencer ricorda improvvisamente che anche poco prima che Alison sparisse lei assumeva quelle pillole e, grazie a una particolare foto raccolta dal pavimento in casa di Ezra, nella quale si vede Ali che scappa e un'ombra alle sue spalle, ricorda che quella notte era proprio lei a inseguire l'amica, dopo averci litigato furiosamente. Soprattutto, Spencer ricorda di aver impugnato una pala con l'intento di colpire Alison. La ragazza scopre inoltre che, in quel frangente, erano presenti sia CeCe che la signora DiLaurentis, la quale aveva successivamente pagato la Drake per mantenere il silenzio sull'accaduto.
 Vedendo la figlia così sconvolta, Peter chiede a Toby di portarla a fare una passeggiata, ma Spencer, non appena può, si allontana dal ragazzo per andare dalla madre di Alison a chiederle se è stata veramente lei a fare del male all'amica. La signora DiLaurentis non risponde e le intima di andarsene via, quindi Spencer torna a casa, dove trova ad aspettarla i suoi genitori e Toby, che le dicono che ha bisogno di aiuto.
Shana, fuggita da Rosewood, chiama Emily, chiedendole di inviare i soldi precedentemente recuperati ad Alison, perché la ragazza ne ha urgentemente bisogno.
Paige, insospettita da alcuni comportamenti di Emily, la segue fino alla posta e poi le chiede spiegazioni, così la ragazza è costretta a dirle tutta la verità. Paige ha paura che possa succedere qualcosa di spiacevole a Emily, perciò scrive un bigliettino anonimo per la polizia, dicendo che Ali è ancora viva e aggiungendo l'indirizzo a cui la sua ragazza ha inviato i soldi.
Nella scena finale, A sta leggendo i fogli del racconto di Ezra.
- Guest star: Keegan Allen (Toby Cavanaugh), Lindsey Shaw (Paige McCullers), Lesley Fera (Veronica Hastings), Nolan North (Peter Hastings), Sean Faris (Gabriel Holbrook), Andrea Parker (Jessica DiLaurentis), Luke Kleintank (Travis Hobbs), John O'Brien (Arthur Hackett), Ian Harding (Ezra Fitz).

## Coprimi
- Titolo originale: Cover for Me
- Diretto da: Michael Grossman
- Scritto da: Bryan M. Holdman

### Trama
Spencer, dopo aver passato tre giorni in riabilitazione, torna a casa molto irritabile e continua a ripensare alla sera della scomparsa di Alison, convincendosi di aver colpito con una pala l'amica. Nel mentre, i suoi genitori hanno deciso di affiancarle un consulente, Dean, e di privarla di macchina, computer e cellulare, per permetterle di riprendersi completamente.
Aria, nel frattempo, ha deciso di passare il weekend frequentando varie feste universitarie, tra fiumi di alcol e un nuovo ragazzo, dicendo però alle amiche di essere a Syracuse con il padre, posto in cui ora lavora Byron, per concentrarsi meglio sul campus universitario da scegliere a fine liceo.
Hanna incontra il detective Holbrook, che le mostra il bigliettino anonimo consegnato da Paige alla polizia. Holbrook informa la ragazza che non ha intenzione di cercare Alison, ma in realtà mente, perché pensa che Hanna abbia qualcosa da nascondere.
Mona lascia improvvisamente Mike ed Emily decide di parlarle riguardo ai suoi rapporti con Ezra. Mona le rivela quindi che Ezra le aveva chiesto aiuto in cambio di omettere, nel suo libro, le parti che la vedevano immischiata in fatti illegali. Per quel motivo Mona si era tanto avvicinata a Mike, solo per avere Aria più vicina, in modo da poterla spiare senza fatica, ma il ragazzo era stato dolce e carino con lei, quindi Mona, alla fine, ha deciso di tirarlo fuori dalla faccenda.
Aria torna a Rosewood e va a trovare Ezra, chiedendogli di lasciare la città, mentre lui, invece, vorrebbe ricominciare tutto daccapo, per questo motivo le consegna il suo manoscritto, in modo tale che la ragazza possa leggerlo.
Le Liars si incontrano a casa di Emily e Aria, dopo aver letto il libro di Ezra, informa le amiche che lui crede che Jessica sia A.
Spencer, più tardi, torna a casa propria, ma la madre scopre che è scappata per andare dalle sue amiche, così le due hanno un’accesa discussione, mentre Spencer si convince sempre più di aver fatto del male ad Alison, quella fatidica notte.
 Prima di andare a letto, la ragazza guarda fuori dalla finestra e, in quel frangente, Jessica appare dietro di lei per un istante, sparendo quando Veronica entra nella stanza della figlia.
A, intanto, sta cucendo e impacchettando un vestito da sposa.
- Guest star: Ian Harding (Ezra Fitz), Sean Faris (Gabriel Holbrook), Andrea Parker (Jessica DiLaurentis), Lesley Fera (Veronica Hastings), Luke Kleintank (Travis Hoobs), Roma Maffia (Linda Tanner), Cody Allen Christian (Mike Montgomery), Nathaniel Buzolic (Dean Stavros), Nick Roux (Riley).

## Senza Freni
- Titolo originale: Unbridled
- Diretto da: Oliver Goldstick
- Scritto da: Oliver Goldstick e Maya Goldsmith

### Trama
Le ragazze si ritrovano al Brew, bar in cui lavora Emily, e dicono a quest’ultima che quasi sicuramente è stata Paige a raccontare alla polizia di Alison. Successivamente, fuori dal locale, Emily e Spencer incontrano Jason, che però se ne va via senza salutarle.
Poco dopo, nell’auto di Spencer, le Liars trovano una serie di immagini di un volto coperto con allegato un messaggio che dice: "Mi conosci, Spencer. Mi hai ucciso".
Il giorno seguente, a scuola, Emily rincontra Jason e lui le racconta un episodio in cui Alison e la madre parlarono e quest'ultima le disse di non fidarsi di Spencer.
Le ragazze si riuniscono nuovamente e Hanna dice alle altre che quella sera dovranno partecipare alla sfilata di abiti da sposa della signora DiLaurentis, questo perché Ashley, mentre svolgeva alcune faccende per conto di Jessica, ha visto dentro la sua camera da letto una borsa contenente degli abiti da ragazza comprati appena un giorno prima, come se Jessica sapesse che Ali è ancora viva.
Spencer riesce a parlare con Jason prima della sfilata e, grazie all'aiuto di Dean, nel frattempo licenziato da Veronica, la ragazza capisce che in realtà Jason ha detto una bugia su dove fosse stato negli ultimi tempi.
 Successivamente, alla sfilata, Spencer vede Jessica appartarsi nel bosco, per poi consegnare una busta a una persona misteriosa. Pensando si tratti di Alison, la ragazza la insegue, ma purtroppo cade rovinosamente a terra, si fa del male e, spaventata, torna dalle amiche. Quando si toglie il vestito da sposa ormai rovinato, dentro al corpetto Spencer vi trova le ossa di una mano, più un biglietto da parte di A.
Emily e Hanna, nel frattempo, sono entrate nella camera da letto di Ali e, grazie a un'intuizione di Emily, sono riuscite a mettersi in contatto con la loro amica, che le chiama dicendo loro di raggiungerla al più presto a Philadelphia. Le quattro ragazze, quindi, vanno a incontrare Alison nel posto prestabilito ma, una volta arrivate, si ritrovano davanti una persona alla quale Spencer domanda: "E tu che ci fai qui?".
A fine episodio si vede A, in un albergo, mentre guarda il registro delle persone che sono state lì e, dopo aver letto il nome di CeCe Drake, chiama la polizia.
- Guest star: Andrea Parker (Jessica DiLaurentis), Sean Faris (Gabriel Holbrook), Nathaniel Buzolic (Dean Stavros), Laura Leighton (Ashley Marin), Holly Marie Combs (Ella Montgomery), Drew Van Acker (Jason DiLaurentis), Lindsey Shaw (Paige McCullers), Lesley Fera (Veronica Hastings), Luke Kleintank (Travis Hobbs).

## L'abbraccio
- Titolo originale: A is for Answers
- Diretto da: I. Marlene King
- Scritto da: I. Marlene King

Le Liars sono alla disperata ricerca di Alison a Philadelphia, ma incontrano una persona inaspettata: Noel. Successivamente, il ragazzo le porta in un luogo misterioso, a New York, dove alla fine giunge Ali, che confessa loro che Noel è suo alleato perché anche lui nasconde molti segreti.
 Nonostante sapessero che era viva, è la prima volta che Aria, Hanna, Emily e Spencer si ritrovano faccia a faccia con Alison da quella fatidica notte nel fienile. Le ragazze, allora, decidono di abbracciarsi tutte, tranne Spencer, che è ancora convinta di essere colpevole dell'omicidio della ragazza sconosciuta seppellita nella tomba di Ali.
Mentre le ragazze sono con Alison a New York, la centrale di polizia di Rosewood è abbastanza affollata: la prima a essere interrogata è CeCe, che confessa di sapere chi ha ucciso la ragazza che è stata sepolta al posto di Ali; poi vengono convocati anche i familiari di Spencer e la signora DiLaurentis. Le ragazze risultano scomparse, ma la polizia vuole prima capire chi sa cosa e molti sospetti ricadono proprio su Spencer, anche a causa della sua dipendenza da pillole.
Melissa torna improvvisamente da Londra, sostenendo che Toby sia andato a chiamarla per tornare ad aiutare la sorella in difficoltà. Mentre è in centrale, Melissa confessa al padre che non è stata Spencer a uccidere la ragazza sconosciuta, ma lei sa chi è stato e glielo sussurra nell'orecchio, provocando la reazione sconvolta del signor Hastings.
Il momento del racconto di Ali è finalmente arrivato: Alison veniva perseguitata da A già da Halloween del 2008 e stava cercando di capire chi fosse. Il giorno della sua scomparsa, al mattino, Alison rubò dei video dal computer di Ian, con il quale aveva soggiornato tre giorni in un hotel, in modo tale da avere del materiale per poter ricattare chi la perseguitava. La prima a cui fece visita quel giorno fu Jenna, per mostrarle il video di lei e Toby, ma capì quasi subito che non poteva essere lei A, perché in quel momento le arrivò un altro messaggio di minaccia. Tornata a casa e indossato un top giallo, Alison si preparò per andare al fienile dalle amiche, ma sua madre non voleva, era contraria a farla uscire di casa, quella sera. Jessica era infatti visibilmente terrorizzata e continuava a chiamare con insistenza qualcuno al telefono. La figlia decise comunque di uscire, non prima di aver rubato alla madre delle pillole per il sonno: quando arrivò al fienile, Ali sciolse le pillole nei drink delle ragazze, così loro si addormentarono profondamente e lei poté essere sicura che le amiche non fossero A. La ragazza, successivamente, uscì dal fienile per incontrare per primo Toby, sollevato che il mistero tra lui e la sorellastra fosse finalmente stato rivelato e che Jenna fosse stata allontanata a causa della sua recente cecità. Ali incontrò poi Ezra, furioso perché aveva scoperto che lei gli aveva mentito sulla sua età e, di conseguenza, non la voleva più vedere. “Ezra mi sta cercando, ma non per me, per te. Se mi trova, spera di poterti riconquistare”, dice Alison ad Aria, dopo essersi scusata con lei per tutto.
 Ali, sempre quella fatidica sera, successivamente incontrò Ian, con il quale, dopo essersi baciata, ebbe una lite poiché gli raccontò di avergli rubato i video. Poco dopo, si vide con Byron Montgomery, il padre di Aria, al tempo ricattato da Ali riguardo alla storia di Meredith. Alison sapeva già che non era lui A, ma volle incontrarlo comunque, per sicurezza. Alla fine, mentre stava tornando dalle amiche, trovò Jenna in compagnia di Garrett che, preso in giro da Ali, afferrò una pala e la colpì. Alison ovviamente schivò il colpo, facendo colpire a Garrett un albero, ma Jenna, essendo cieca, non poteva saperlo, quindi Ali, per prendersi gioco di lei, supplicò in silenzio Garrett di non dire niente; alla fine, il ragazzo trascinò via Jenna. Quindi la ragazza cieca ha sempre creduto che Ali fosse morta uccisa dal suo ex.
Una volta lasciati i due fidanzati, Ali tornò a casa di Spencer, convinta di aver messo a tacere per sempre A. Poco prima di tornare dalle amiche, però, incontrò proprio Spencer, con la quale ebbe un duro scontro. Spencer, allora, prese in mano la pala lasciata precedentemente a terra da Garrett ma, proprio in quel momento, le caddero le famose pillole da una tasca e l'amica, guardandole, capì tutto. Alison promise a Spencer di non rivelare nulla della sua dipendenza alle altre e la rispedì a dormire, mormorandole una semplice frase: “Sarà il nostro segreto”. Spencer, finalmente, capisce di non aver fatto del male a nessuno, quella fatidica notte.
Dopo l’incontro con Spencer, Ali si diresse a casa sua ma, mentre sua madre la stava guardando avvicinarsi dalla finestra del salotto, con in viso un'espressione alquanto strana, qualcuno la colpì con una pietra alla testa e così Alison cadde a terra svenuta. La madre vide tutto e, pensando che fosse morta, la seppellì viva, proprio mentre Ali stava per riprendere i sensi. Alison riuscì a uscire dalla "tomba" aiutata dalla signora Grunwald e, in seguito, scappata dall'ospedale, incontrò Mona, che la portò in una stanza d'albergo e si prese cura di lei, suggerendole poi di scappare dalla città per liberarsi per sempre di A. Alison non poteva sapere che quel primo misterioso stalker era proprio Mona, quindi decise di indossare la parrucca mora, di spacciarsi per Vivian e di andarsene.
Concluso il racconto di Ali, però, è ormai troppo tardi, perché A ha stanato le ragazze: una figura inquietante, tutta vestita di nero, insegue le cinque amiche con una pistola, fin sopra il tetto dell'edificio in cui si trovano. Le Liars sembrano spacciate, ma qualcuno giunge in loro aiuto: è Ezra che, dopo aver affermato di conoscere ormai l'identità dell'aggressore, lo disarma e permette a Hanna di impugnare la pistola, per poi obbligare A a gettare la maschera. Lo stalker, con le spalle al muro, sta per arrendersi, ma poi si volta e salta su un altro tetto, riuscendo a scappare via. Le ragazze si voltano verso Ezra, che nel mentre è stato ferito da uno sparo, e cercano disperatamente aiuto, con Aria in lacrime, che sente il giovane professore spegnersi tra le sue braccia.
Nell'ultima scena, si vede A che getta il corpo della madre di Alison in una fossa, per poi seppellirla.
- Guest star: Ian Harding (Ezra Fitz), Sean Faris (Gabriel Holbrook), Andrea Parker (Jessica DiLaurentis), Vanessa Ray (CeCe Drake), Torrey DeVitto (Melissa Hastings), Lesley Fera (Veronica Hastings), Nolan North (Peter Hastings), Brant Daugherty (Noel Kahn), Jim Titus (Bary Maple), Ryan Merriman (Ian Thomas), Tammin Sursok (Jenna Marshall), Chad Lowe (Byron Montgomery).